# Alpenklassieker 2003
De 13e editie van de Franse wielerwedstrijd Alpenklassieker (Frans: Classique des Alpes 2003) vond plaats op 7 juni 2003 over een afstand van 174,5 kilometer. Slechts 41 renners bereikten de eindstreep, met Gilles Bouvard (Frankrijk) als laatste op ruim 18 minuten van de winnaar.
De juniorenwedstrijd ging over 118 kilometer en werd gewonnen door de Fransman Julien Loubet in 3 uur, 30 minuten en 41 seconden, vóór Lars Boom (Nederland) en Andy Schleck (Luxemburg).

## Uitslag
| Alpenklassieker 2003 |                     |                      |           |
| Plaats               | Naam                | Ploeg                | Tijd      |
| Winnaar              | Francisco Mancebo   | iBanesto.com         | 4u59'49"  |
| 2                    | Benoît Salmon       | Phonak               | + 1' 17"  |
| 3                    | David Millar        | Cofidis              | + 1' 41"  |
| 4                    | Patrice Halgand     | Jean Delatour        | + 1' 53"  |
| 5                    | Laurent Dufaux      | Alessio              | z.t.      |
| 6                    | Íñigo Chaurreau     | AG2R - Prévoyance    | + 1' 55"  |
| 7                    | Pierre Bourquenoud  | Jean Delatour        | + 1' 57"  |
| 8                    | Piotr Wadecki       | Quick.Step-Davitamon | + 2' 03"  |
| 9                    | Aleksandr Botsjarov | AG2R - Prévoyance    | z.t.      |
| 10                   | Nicolas Vogondy     | fdjeux.com           | + 2' 08"  |
|                      |                     |                      |           |
| 38                   | Kurt Van De Wouwer  | Quick.Step-Davitamon | + 16' 38" |

1991 · 1992 · 1993 · 1994 · 1995 · 1996 · 1997 · 1998 · 1999 · 2000 · 2001 · 2002 · 2003 · 2004